# Вилла Пизани (Баньоло)
Вилла Пизани, или Вилла Пизани в Баньоло-Лониго (итал. Villa Pisani a Bagnolo di Lonigo) — вилла (загородный дом), постройка, спроектированная в 1542 году выдающимся венецианским архитектором Андреа Палладио по заказу братьев Ветторе, Марко и Даниэле Пизани из Венеции. Расположена в Баньоло, небольшом селении в коммуне Лониго, область Венето на севере Италии. В 1996 году вилла вместе с другими постройками Палладио включена в список Всемирного наследия ЮНЕСКО «Города Виченца и Палладиевых вилл Венето» (Città di Vicenza e Ville Palladiane del Veneto).

## История и архитектура
Пизани были богатой и знатной венецианской семьёй, владевшей несколькими виллами, две из которых были спроектированы Андреа Палладио. Вилла в Баньоло была построена в 1540-х годах и представляет собой первую виллу работы Палладио, созданную для аристократической семьи из Венеции (другие ранние заказы поступали от провинциальной знати региона Венето). Обширное сельскохозяйственное поместье с более чем 1200 полями принадлежало Пизани с 1523 года, там же имелся дом предыдущих владельцев, Ногарола из Виченцы, вероятно, включённый в новое строительство. Вилла в Баньоло оказалась в центре поместья, как и большинство вилл, построенных по заказу Палладио. Строительство началось в 1542 году.
В 1545 году был построен основной корпус, а на карте 1569 года изображена большая U-образная постройка: «баркесса» (итал. barchessa — «лодочка»), оканчивающаяся голубятнями, которыми восхищался Джорджо Вазари; впоследствии, повреждённые пожаром 1806 года, эти строения были заменены другими, не имеющими отношения к палладианскому проекту.
После бомбардировки союзной авиации 25 апреля 1945 года от портика осталась только одна сторона. Вилла была отреставрирована и открыта для публики в 1993 году (посещение по предварительной записи).
Здание имеет оригинальную трёхчастную структуру; средняя часть оформлена «сельским ордером»: рустом. За зданием расположен парк. В 1570 году Палладио опубликовал проект виллы в своём трактате «Четыре книги об архитектуре». На чертеже мы видим, что планировались две небольшие башенки и протяжённые боковые крылья. Завершённая постройка заметно отличается от начального проекта. Отклонения могли быть вызваны определёнными строительными условиями. Гравированный план виллы 1778 года работы О. Бертотти-Скамицци, последователя Палладио, даёт представление о вилле, какой она была в XVIII веке.
В интерьере виллы имеется центральный Т-образный салон с цилиндрическим сводом, вдохновленный римскими банями; он освещён большим «термальным окном». Пространство радикально отличается по размеру и формальному качеству от комнат допалладианских вилл, традиционно меньших по размеру. Своды украшены фресками на сюжеты «Метаморфоз» Овидия, вероятно, выполненными Франческо Торбидо (1482/84—1561).
- Центральный ризалит
- Задний фасад
- Герб семьи Пизани
- Интерьер зала
- Роспись свода